# Sinopodisma lushiensis
Sinopodisma lushiensis är en insektsart som beskrevs av Zhang, Xiujiang 1994. Sinopodisma lushiensis ingår i släktet Sinopodisma och familjen gräshoppor. Inga underarter finns listade i Catalogue of Life.